# Йосипівка (Білоцерківський район)
Йо́сипівка — село в Узинській міській громаді Білоцерківського району Київської області. До 2017 року центр сільської ради. Колишня назва — Юзефівка.
Засноване в 1827 році.
Населення — близько 250 жителів.

## Географія
Селом тече річка Безіменна.

## Історія
Для цього розділу найдоречніше буде взяти цитату з «Сказання про населені місцевості Київської губернії» (1864) Леонтія Похилевича:
| «Юзефівка (попередня назва Йосипівки), в 3-х верстах від Макіївка, населена поміщиком Йосипом Проскурою в 1827 році макієвськими переселенцями і названа на ім'я його третьої дочки Юзефи. Вона розташована в яру вздовж струмочка, що не має назви. Жителів обох статей 1200; землі нараховано 833 десятини. Належить Францу Йосипович Краснодубському, який купив село від Проскури в 1841 році» Оригінальний текст (рос.) «Юзефовка, в 3-х верстах от Макиевки, населена помещиком Иосифом Проскурой в 1827 году макиевскими переселенцами и названа по имени третьей его дочери Юзефы. Она расположена в яру по ручейку не имеющего названия. Жителей обоего пола 240; земли причислено 833 десятины. Принадлежит Францу Иосиповичу Краснодубскому, купившему деревню от Проскуры в 1841 году» |
Засновник села Проскура Йосип Іванович, представник давнього українського шляхетського роду герба Проскури, який панував на землях Полісся та Київщини.
Проскура Йосип Іванович — був одружений 1835 року з Пелагеєю, дочкою богуславською маршалка, дідича Пруцина, Захара Гнатовича Головінського. У нього було три дочки:
- Павлина Йосипівна — на честь неї названо та заселено макіївцями батьком в 1836 році село Павлівка. Продана у 1845 році.
- Йозефа Йосипівна — на честь неї названо село Юзефівка (Йосипівка) Заснована 1827 року і названа на честь дочки батьком. Продана у 1841 році.
- Стефанія Йосипівна — на честь неї закладене та названо батьком село Степанівка у 1825 році. Заселена з Макіївки. Продана у 1842 році.

На південній околиці села збереглися залишки Гришине — Рівненської залізниці. Її будівництво почалося у 1914 р., але в зв'язку з початком 1 світової війни вона була не завершена.
Метричні книги та клірові відомості церкви св. Іоанна Богослова с. Юзефівка Василівської волості Васильківського повіту Київської губ. (приписне с. Павлівка) зберігаються в ЦДІАК України.

### Тут народилися
- Ганкевич Микола Георгійович — учасник бою під Крутами.
- Горовий Анатолій Васильович — український історик, прозаїк і поет, художник, педагог.
- Ковтюх Світлана Леонідівна — кандидат філологічних наук, професор, завідувач кафедри української мови Центральноукраїнського державного педагогічного університету імені Володимира Винниченка.

## Джерело
- Облікова картка на сайті ВРУ[недоступне посилання з липня 2019]